# Sperling (Adelsgeschlecht)

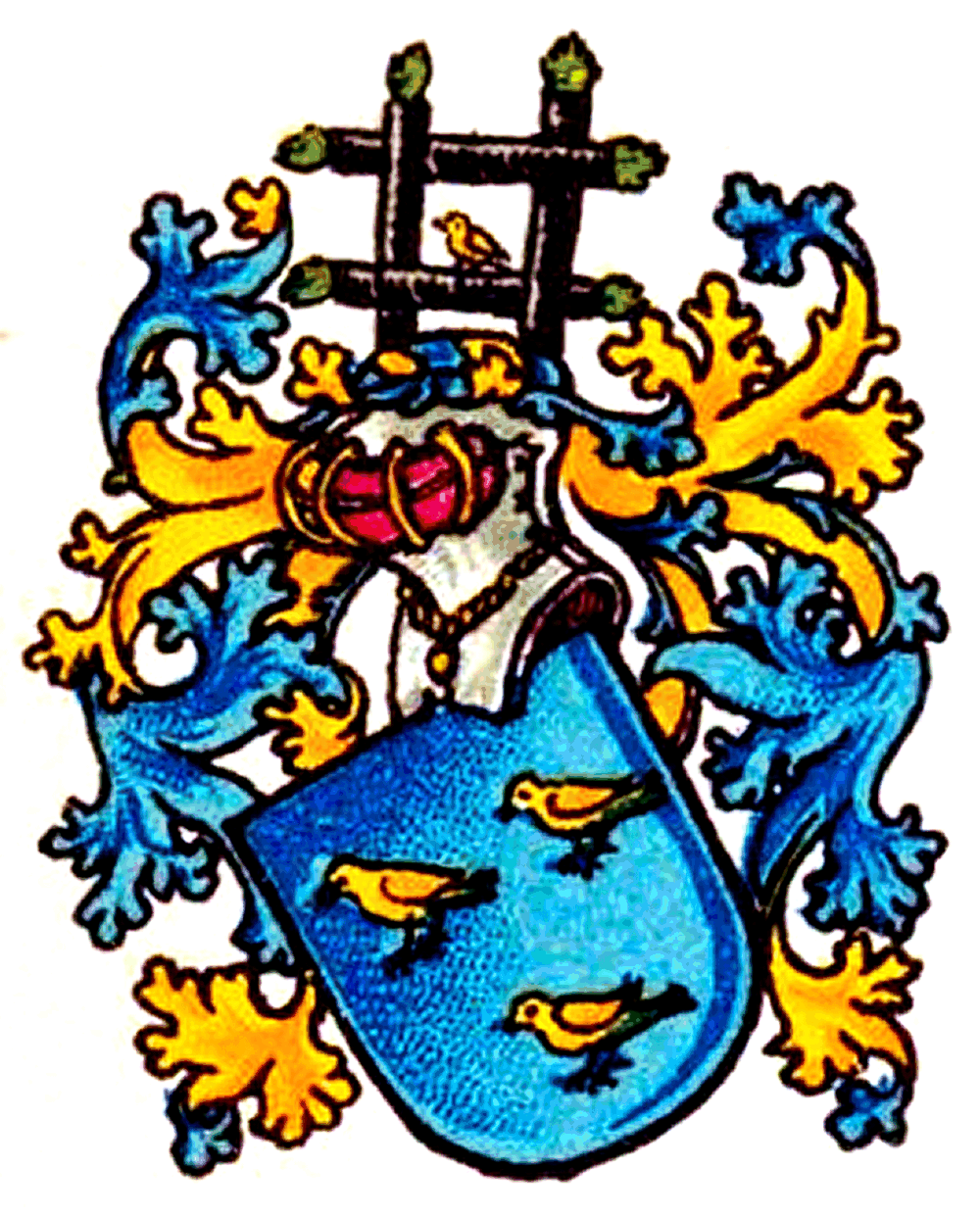
Wappen der Mecklenburgischen und Schwedischen Sperling

Sperling ist der Name mehrerer Adelsgeschlechter:
- eines im Mannesstamm erloschenen mecklenburgischen Uradelsgeschlechts, das sich auch nach Vorpommern, Livland, Schweden und Dänemark ausbreiten konnte und zu einigem Ansehen gelangte,
- eines 1442 erstmals erwähnten und um 1600 erloschenen, nicht stammverwandten (und wappenverschiedenen) ostpreußischen Adelsgeschlechts sowie
- eines 1767 in Kursachsen geadelten Geschlechts.

## Mecklenburgisches Uradelsgeschlecht

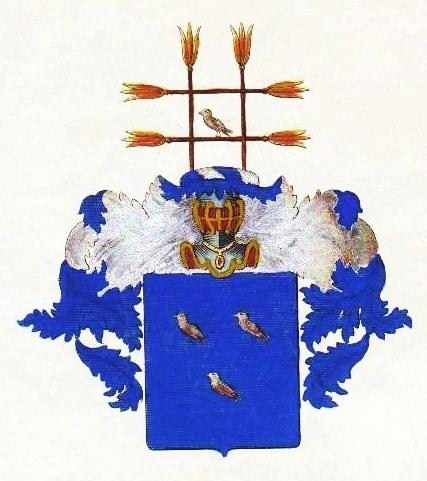
Wappen der mecklenburgischen Sperling

### Mecklenburg
Die Sperling werden mit Johann Sperling, mit dem auch die gesicherte Stammreihe beginnt, im Jahre 1274 erstmals urkundlich genannt. Der sehr angesehene Hans Sperling hat 1523 für die Familie die Union der Landstände der mecklenburgischen Ritterschaft mit gesiegelt. Hans und Vollrath die Sperlinge befanden sich 1530 im Gefolge des Herzogs Heinrich von Mecklenburg auf dem Reichstag zu Augsburg.
Ab der Mitte des 18. Jahrhunderts hat die Familie sechs Töchter als Konventualinnen in das Kloster Dobbertin entsandt. Von Sophia Juliana von Sperling († 1768) ist aus den Landtagsprotokollen von 1760 bekannt, dass sie sich gegen die Klosterordnung widersetzte, schließlich ihr laut Landtagsbeschluss von 1763 alle Hebungen aberkannt wurden. Hedwig Ida von Sperling hat das Kloster wieder verlassen. Sie heiratete im Mai 1773 den Lübecker Domdechant Graf Joachim Otto Adolph von Bassewitz (1717–1791). Sophia Petronella Christophera von Sperling († 1803) war 34 Jahre, Ernestina Henrietta von Sperling († 1868) sogar 36 Jahre lang im Konvent. In Mecklenburg muss die Familie noch in der zweiten Hälfte des 19. Jahrhunderts ausgestorben sein.

### Schweden, Schwedisch-Pommern und Livland

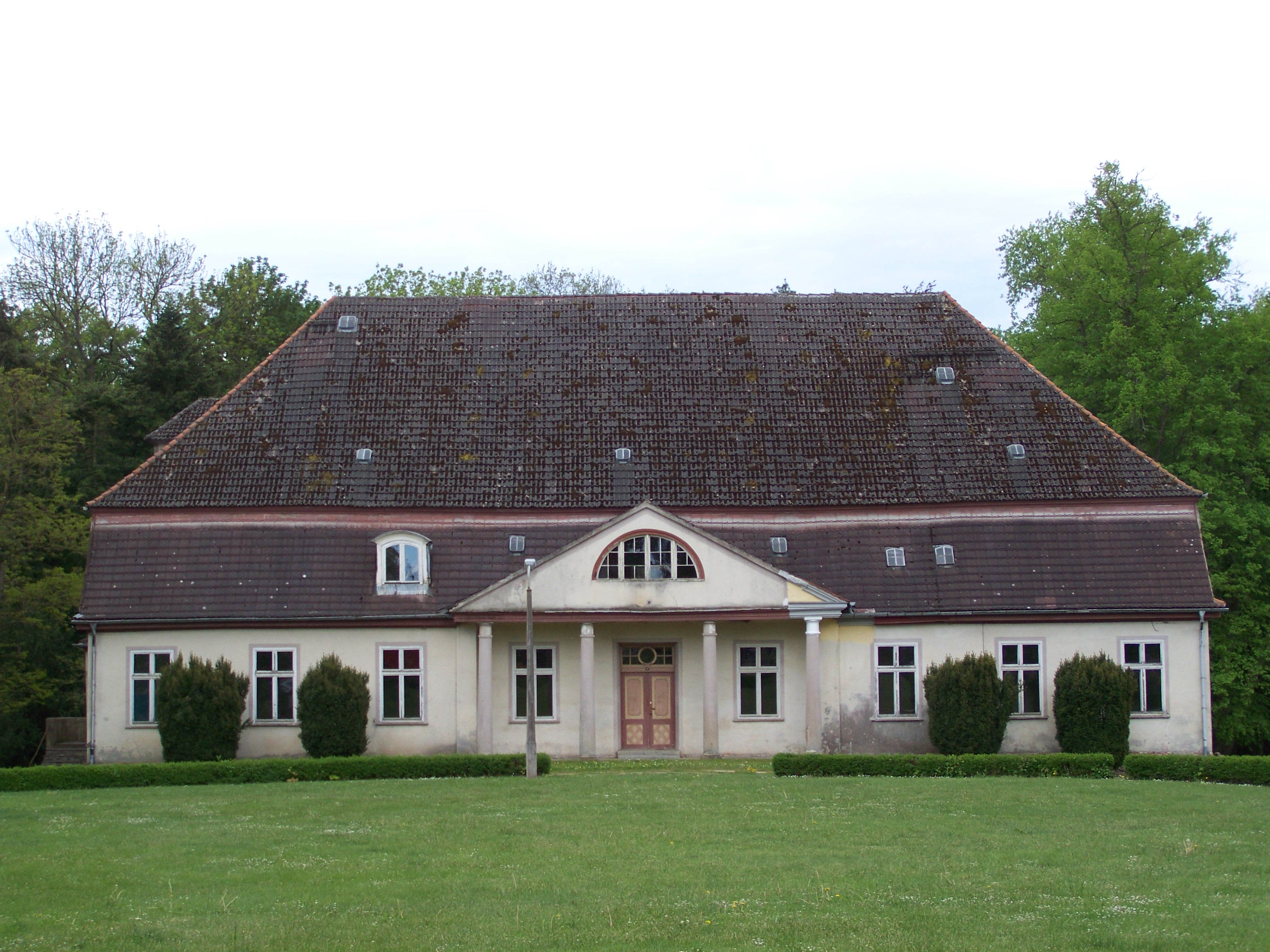
Gutshaus Nehringen in Vorpommern

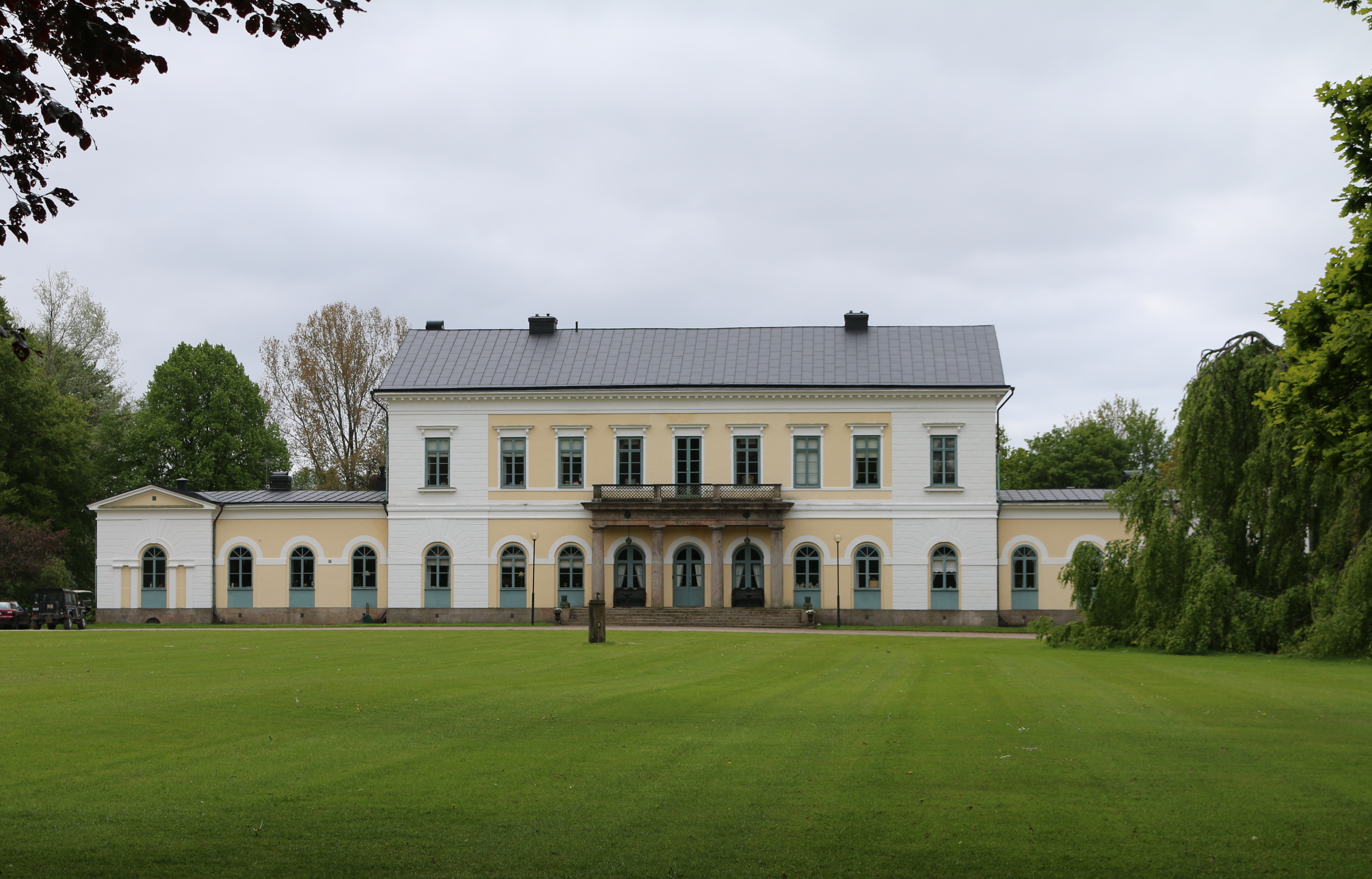
Gutshaus Sperlingsholm bei Halmstad, Schweden

Im Jahre 1632 hat die Familie das schwedische Indigenat erhalten. Der königlich schwedische Oberst und livländische Gutsbesitzer Casper Otto von Sperling (1596–1655) wurde 1634 bei der Adelsklasse der schwedischen Ritterschaft (Nr. 146) introduziert. Inzwischen zum Generalmajor der Infanterie, Generalkriegskommissar und Gouverneur a. D. der Provinz Halland avanciert, wurde er 1653 mit der Baronie Nehringen in Vorpommern dotiert und 1654 bei der Freiherrenklasse (Nr. 43) der schwedischen Ritterschaft introduziert. 
Sein Sohn, Freiherr Göran Sperling (1630–1691), Lehnsinhaber der Baronie Nehringen und Herr auf Sperlingsholm in Halland, königlich schwedischer Rat, General der Infanterie und Generalgouverneur von Ingermanland, Karelien und Kexholm, sowie nachmaliger Feldmarschall, wurde 1687 in den schwedischen Grafenstand gehoben und 1689 (Nr. 28) bei der Grafenklasse der schwedischen Ritterschaft introduziert. Mit des letztgenannten Enkel, dem königlich schwedischen Kapitän, Graf Göran Casper Sperling (1747–1769) bzw. mit dessen Schwester Comtesse Catharina Gustaf Viana Sperling, verehelichte Leijonhufvud (1748–1819) hat die schwedische Linie ihren Ausgang gefunden. Die ursprüngliche freiherrliche Linie ist bereits mit dem Oberst und Kommandant in Wismar Freiherr Carl Gustaf Sperling (1660–1712) erloschen.
Nehringen hatten schon der Feldmarschall Göran Sperling und seine Brüder in den 1660er Jahren pfandweise an den Freiherrn Jacob von Pfuel abgetreten; die Familie hielt das Lehen bis etwa 1700. Das schwedische Gut Sperlingsholm wurde 1748 von des Feldmarschalls verwitweter Schwiegertochter an George Bogislaus Staël von Holstein und von diesem an den Feldmarschall Carl Heinrich Wrangell verkauft.

### Dänemark
Mit Joachim Albrecht von Sperling (1700–1763), königlich dänischer Oberst, Herr auf Rubow und Thurow kam die Familie nach Dänemark. Von dessen Kindern, dem königlich dänischen Hauptmann der Garde und Generaladjutant Cai Friderich von Sperling (1736–1766), der Hofdame Sophie Magdalene von Sperling (1743–1814), und dem königlich dänischer Oberst der Kavallerie a. D. Amtmann zu Gottorf und nachmaligem Geheimrat, Joachim Ulrich von Sperling (1741–1791), erhielten die beide letztgenannten 1776 das dänische Indigenat. Joachim Ulrichs Deszendenz blühte noch im 20. Jahrhundert in Dänemark mit Braumeister Kurt Ditlev Vilhelm von Sperling (1904–1974), Vater der Journalistinnen Ruth von Sperling (* 1942) und Vibeke von Sperling (* 1945).

### Brandenburg
Heinrich von Sperling († 1695) besaß das brandenburgische Gut Frehne. Seine Tochter Margaretha Dorothea von Sperling trug das Gut 1709 ihrem zweiten Ehemann F. D. von Jeetze zu.

### Besitz
Zum historischen Güterbesitz des Geschlechts geben u. a. Ledebur und Hagemeister einen groben Überblick:
- in Mecklenburg: Bubow, Buchholz, Clastorff, Dämelow, Flessenow, Gömtow/Friedrichsruhe, Keez, Necheln, Oberhoff, Retgendorf, Rubow, Rüting, Schlagstorff, Thurow, Ventschow, Viecheln, Vietow, Weisin, Westin, Wichmannsdorf und Zickhusen
- in Pommern: Nehringen
- in Brandenburg: Frehne
- in Schweden: Sperlingsholm
- in Livland: Carlsberg, Kronenhof, Makowitz und Seltingshof

### Bekannte Familienmitglieder

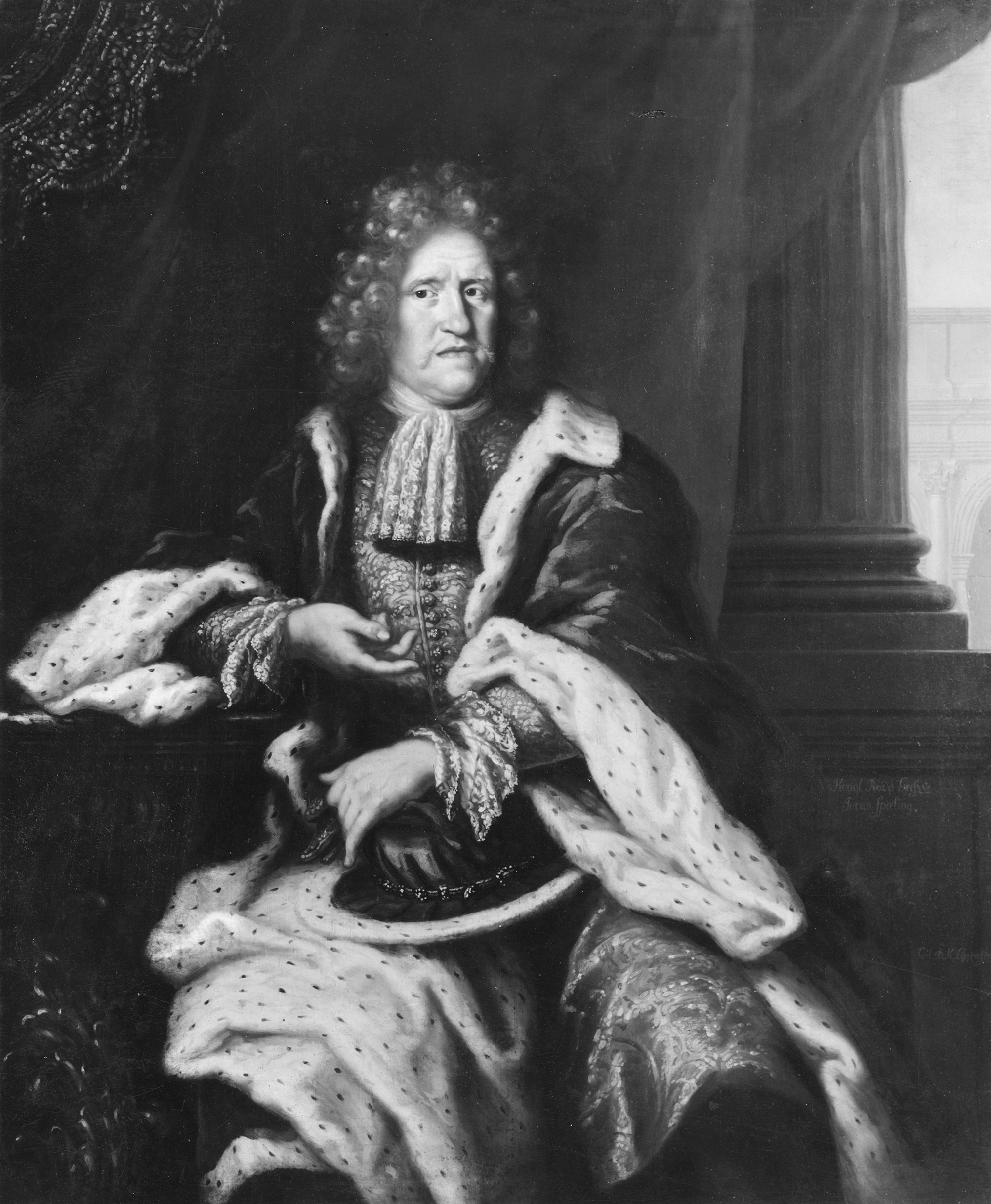
Graf Göran Sperling (1630–1691), schwedischer Feldmarschall

- Caspar Otto Sperling (1596–1655), schwedischer Generalmajor
- Göran Sperling (1630–1691), schwedischer Feldmarschall, Generalgouverneur von Ingermanland und Karelien, 1687 schwedischer Graf
- Hartwig von Sperling (1633–1691), mecklenburgischer, später schleswig-holsteinischer Hofmeister, Herr auf Schlagstorff und Keetz[6]
- Joachim Ulrich von Sperling (1741–1791), dänischer Hofbeamter
- Albert von Sperling, 1796–1822 Kammerherr/Kammerjunker in Mecklenburg-Schwerin

### Wappen

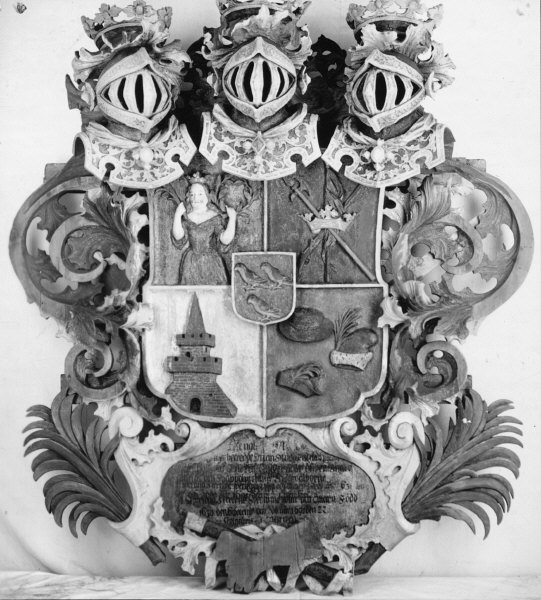
Totenschild des Grafen Göran Sperling († 1691) in der Sankt-Nikolai-Kirche zu Halmstad

Das Stammwappen zeigt im blauen Feld drei (2,1) natürliche Sperlinge. Auf dem Helm mit blau-silbernen Decken über einem blau-silbernen Wulst vier ins Quadrat bzw. Gitter gelegte, brennende silberne Fackeln, in deren Mitte ein natürlicher Sperling.
Das Wappen (1767) zeigt einen gevierten Schild, 1 und 4 in Rot ein schräglinig gestellter silberner Doppelhaken; 2 und 3 in Silber ein aus von Schwarz und Silber fünfmal geteiltem Schildfuß wachsender schwarzer Hirsch. Auf dem gekrönten Helm mit rot-silbernen Decken zwischen zwei schwarzen Büffelhörnern ein sitzender silberner Sperling.

## Preußisches Adelsgeschlecht
Bei den preußischen Sperling handelt es sich um ein den mecklenburgischen nicht stammverwandtes, wappenverschiedenes, gleichnamiges Geschlecht, welches im Jahre 1442 mit Hans Sperling von Mohrungen erstmals urkundlich erscheint. 
Aus dieser Familie war Nicolaus von Sperling († nach 1451) im Jahre 1446 Herr auf Glittehnen bei Rastenburg. Letzter männlicher Angehöriger war Albrecht von Sperling, Herr auf Reichenau bei Osterode, der 1584 seinen Stiefvater Hans von der Balz erschoss.

## Kursächsisches Briefadelsgeschlecht

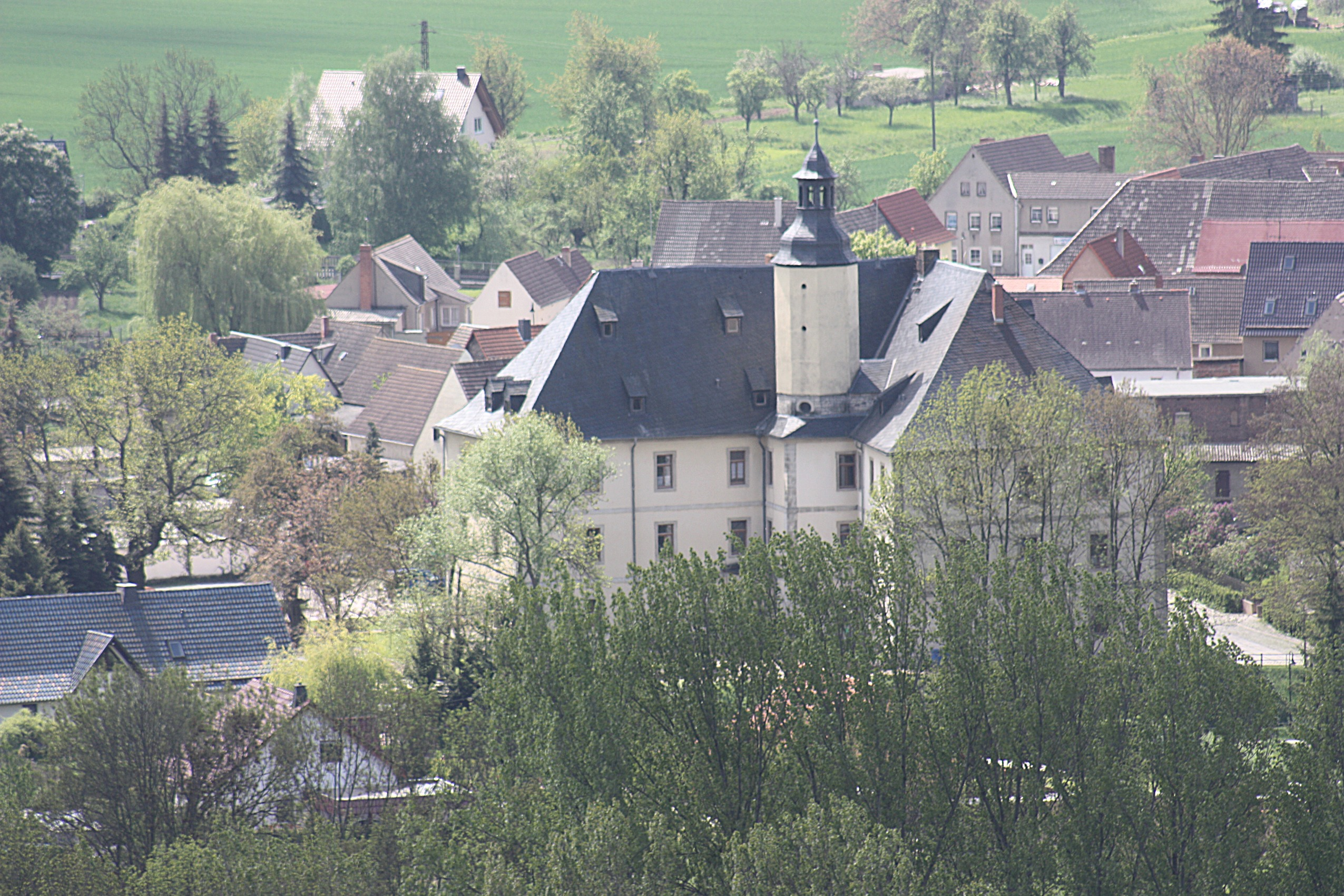
Schloss Balgstädt

Am 3. März 1767 wurde Hans Ernst Sperling (1696–1769), Freisasse auf Gorenzen und kursächsischer Oberforst- und Wildmeister, durch Kauf ab 1744 Herr auf Balgstädt und Größnitz, in den Reichsadelstand erhoben und erhielt das Wappen des Mecklenburger Uradelsgeschlechts. Er behauptete, ein agnatischer Deszendent der mecklenburgischen von Sperling zu sein. Dennoch unterscheidet Kneschke beide Familien. Gemeinsam mit ihm wurde sein Adoptivsohn, der Neffe seiner Ehefrau Sophia Gertraude Sperling, geborene Gnappert, Hans Ernst Wilhelm Gnappert (1751–1809), Amtshauptmann, Inhaber des Fideikommiss Balgstädt, Herr auf Toppendorf, Rödel, Ostramondra, Größnitz und Roldisleben, 1767 in Wien als von Sperling geadelt, von dem die weiteren Nachkommen abstammen.
Die Familie hat mit Oskar (1814–1872), Otto (1821–1915) und Kurt von Sperling (1850–1914), drei preußische Generale hervorgebracht und stellte mit Hans Bruno von Sperling (1817–1902) den ersten deutschen Konsul in Minas Gerais, Brasilien.

### Bekannte Familienmitglieder
- Oskar von Sperling (1814–1872), preußischer Generalmajor
- Otto von Sperling (1821–1915), preußischer Generalleutnant
- Kurt von Sperling (1850–1914), preußischer General der Infanterie
- Gertrud Wilhelmine von Sperling (1860–1921), deutsche Philanthropin, Gattin Paul von Hindenburgs